# 方保芳外科診所命案
方保芳外科诊所命案是台灣在1997年10月23日發生的一起命案，地點位於台北羅斯福路一段。

## 事發經過
1997年3月，一名吳姓護士開始到方保芳外科診所上班，但卻在一個月後無故離職，留下的聯絡方式皆為造假。
1997年4月14日，陳進興等人犯下白曉燕命案後，開始四處逃竄。
1997年9月，護士鄭文喻開始到診所上班。
1997年10月23日下午1:00，陳進興、高天民二人闖入診所持槍控制住方保芳夫婦與鄭文喻，並拉下鐵門，由陳進興在旁監視，醫師方保芳被迫替高天民進行雙眼皮縫合為單眼皮的手術。此外還替他作了豐頰、上下嘴唇縫薄手術。替高天民縫完雙眼皮手術後，67歲的醫師方保芳被膠帶矇住雙眼隨後被拖到浴室、53歲的妻子張昌碧及21歲護士鄭文喻三人被陳進興以黃色膠帶蒙住眼睛嘴巴和綁住雙腳，並用手銬反銬雙手。下午3:30，陳、高原先要用塑膠袋套頭悶死張昌碧，但是因為張昌碧拼命掙扎，高天民直接朝她的左額開了一槍打死。之後陳進興在浴室開槍打死方保芳，隨後將鄭文喻拖到儲藏室裡以肛交方式強暴，事畢由高天民槍殺。三位受害者各遭射擊頭部一槍斃命，陳、高二人在拿走前兩天的病歷後從容離去。下午4:00，1名清潔婦人入內打掃時發現屍體。
診所在發生命案前一共換了6名護士，除了吳姓護士，其他都已排除涉案可能。而警方證實該診所的麻醉藥劑與白曉燕命案使用的是同一批，而時至今日，吳姓護士的真實身分依舊成謎。

## 後續
診所於1998年3月開始改建。1999年10月7日，以「菩提圖書館」之名重新開幕。